# Apendektomija
Apendektomija je  kirurška procedura koja uključuje otvaranje trbušne šupljine i uklanjanje crvuljka (Appendix vermicularis) obično zbog akutne ili kronične  upale crvuljka. Apendektomija predstavlja jedan od najčešćih operativnih zahvata u  općoj kirurgiji. 

## Povijest apendektomija
U abdominalnoj kirurgiji operacija "slijepog crijeva" tj. apendektomija predstavlja jedan od najčešćih operativnih zahvata. Sam pojam apendektomija datira iz 1889. godine kada je Reginald Fitz iz Bostona,  SAD prvi objavio izdanje o upali crvuljka te nazvao operativno odstranjenje istoga apendektomija. Povijest seže unazad cca 3 stoljeća tj. kada je prvu uspješnu apendektomiju izveo Claudius Amyand,  engleski vojni kirurg. Dypuytren (1777-1835.) Iz Pariza je smatrao da akutna upala desne strane abdomena dolazi od oboljenja cekuma a ne apendixa. S obzirom na to da u to vrijeme kirurzi nisu često otvarali trbuh za ispitivanje, rana faza oboljenja je ostala nepoznanica. James Parkinson je 1812. godine dao dobar opis fatalnog apendicitisa kada je post-mortem na lešu dječaka pronašao perforaciju upaljenog crvuljka s posljedičnim peritonitisom. Neki kirurzi su uspješno drenirali apendikularne abscese. Prvo uspostavljanje dijagnoze te kirurško odstranjenje crvuljka učinio je Robert Lawson Tait 1880. godine. Pred kraj 19. vijeka mnogi kirurzi tog doba među kojima se ističu Kronlein, Mikulicz, Morton te već spomenuti Fitz su doprinijeli da apendektomija bude široko prihvaćena u kliničkoj praksi diljem  Amerike i  Europe. 1894. godine je McBurney opisao novi način odstranjenja crvuljka kroz inciziju koja je i danas je poznata po ovom autoru. Skoro sto godina kasnije, točnije 1983. godine, Kurt Semm, ginekolog iz Kielau  Njemačkoj je izveo prvu laparoskopski apendektomiju. Od tog vremena u kirurškoj praksi diljem svijeta laparoskopska apendektomija zauzima sve značajnije mjesto a osobito s ekspanzijom  endoskopske kirurgije krajem 80-ih i početkom devedesetih godina prošlog vijeka. 
Dosadašnja svjetska istraživanja pokazuju značajniju prednost laparoskopske u odnosu na klasičnu apendektomiju naročito kod pretilih pacijenata, kod žena te u slučaju sumnje u točnost dijagnoze. Također se smatra da je velika prednost laparoskopske operacije u veličini operativnog reza, manjem postoperativnom bolu te bržem oporavku i povratku svakodnevnim aktivnostima, dok se kao mane smatraju duži tok operacije te veća incidenca postoperativnih intraabdominalnih abscesa (samo u nekim studijama).

## Crvuljak (Appendix vermiformis)
Crvoliki produžetak, crvuljak, jest crvoliki tanka cijev koja započinje na dnu slijepog crijeva. Može biti dug od 5mm do 30 cm. Promjera je između 0.3 - 1 cm. Crvuljak postoji samo kod čovjeka, primata i nekih glodavaca. Prije se smatralo kako je crvuljak zakržljao i suvišan organ, a danas se smatra kako je to posebno oblikovan dio slijepog crijeva s osobitom građom. U njemu se nalazi mnogo limfnog tkiva zbog čega ga neki i nazivaju crijevni krajnik. 
U embrionalnom i fetalnom dobu te u djetinjstvu crvuljak je znatno širi u odnosu na veličinu debelog crijeva nego kod odraslih pa se teže začepi. Crvuljak postaje atrofičan, smanjuje se, u starosti čime se može objasniti znatno niža učestalost upale crvuljka u starijih osoba. 
Postoji nekoliko varijacija položaja crvuljka. To su: ilijačne, retrocekalni, pelvični i subhepatalni. 

## Akutna upala crvuljka (appendicits acuta)
Akutna upala crvuljka predstavlja stanje koje treba da se hitno riješava jer može dovesti do teških komplikacija, sepse ili čak do smrtnog ishoda.Za razliku od kronične upale historija bolesti je kratka, počinje iz punog zdravlja s bolovima najprije oko pupka koji se daljnjim razvojem upale premjeste u područke McBurney točke u desnom donjem dijelu trbuha. Razlog pojave bola na vom mjestu je upala peritoneum trbušnog zida. Bol bilo kojeg dijela crijeva se reflektira u središnjoj liniji i zbog toga se početni bol često javlja u području pupka. Uzrok je obično začepljenje lumena crvuljka i razvoj infekcije u zatvorenom dijelu crijeva koja se širi na zidove crvuljka i okolne organe. 
Može doći do pucanja zida crijava zbog gangrene crvuljka koja je posljedica tromboze krvnih žila zida crvuljka. Pacijent ima bijel, obložen jezik, povišene leukocite i bolnu osjetljivost u McBurneyovoj točki. 
Najnoviji konsenzus EAES-a koji je publiciran u EAES Guidelines for endoscopic Surgery 2006 
Laparoskopska apendektomija je učinkovita nova metoda. Sigurnost i primjenjivost metode prikazani u objavljenoj literaturi dolaze uglavnom iz centara specijaliziranih za endoskopsku kirurgiju. 
Međutim, objavljeno je i nekoliko slučajeva ozbiljnih komplikacija. Prednosti ove metode su mnogo preciznija dijagnoza, smanjena mogućnost infekcije rane, brži povratak na posao i svakodnevnim aktivnostima i bolji kozmetski učinak. 

## Kronična upala crvuljka (appendicits chronica)
Smatra se kako kronična upala crvuljka uzrokuje povremene bolove u donjem desnom kvadrantu trbuha praćene probavnim poremećajima te da ga uzrokuju ponavljane blage upale crvuljka. U takvom stanju crvuljak zauzima različite morfološke oblike. Deformisan je atrofičan, stanjenih ili zadebljalih zidova. Postoje ožiljnim promjene u samom apendixu i okolici. Zbog stagnacije njegovog sekreta ponekad je povećan i ispunjen mucilaginoznim sekretom što predstavlja apendikularnu mukokelu koju neki smatraju i prekancerozom. Većina kirurga smatraju kako je u ovim slučajevima opravdano odstranjenje crvuljka, međutim prije treba isključiti prisutnost drugih bolesti koje dolaze u obzir u diferencijalnoj dijagnozi kao što su čir na dvanaestercu, upala žučnog mjehura, divertikulitis i, upala mokraćnih kanala, mokraćni kamenci te u žena bolesti genitalnog trakta. 
Pojava upale crvuljka niža je u manje razvijenim zemljama, osobito u  Africi te u nižim socioekonomskim skupinama što bi se moglo pripisati razlici u  prehrani. Manja incidencija je u kultura ma koje unose više vlakana u hrani. Biljna vlakna povećavaju volumen stolice, smanjuju vrijeme prolaska stolice kroz debelo crijevo i stvaranje fekalita (stvrdnutih masa stolice) koji su preduvjet za nastanak ove bolesti. Crvuljak se najčešće začepi masama stolice koje se nakupljaju i zgrušava oko biljnih vlakana. Prošireno limfno tkivo zbog virusne infekcije (npr. ospice, mononukleoza), zgusnuta Barijeva kaša, paraziti (Enterobius, Ascaris, Taenia) i tumor i (karcinoid, karcinom) također mogu zatvoriti crvuljak. 
Neki su kirurzi opisivali da čak i anomalije koje se mogu javiti u razvoju crvuljka utječu kao precipitirajući faktor na razvoj upale (dvostruki i potkovičasti crvuljak). 
Krajnja funkcija crvuljka i dalje ostaje misterija ali po nekim istraživanjima ima ulogu u razvoju mnogih crijevnih oboljenja a osobito u  etiologiji upalnih bolesti crijeva, gdje su neke studije pokazale da apendektomija reducira 70% rizik od razvijanja  ulceroznog kolitisa do tvrdnji da čak dolazi i do povećanja fertilnosti kod žena nakon u mladosti odstranjenog crvuljka. 
Jedna od indikacija za odstranjenje crvuljka je kronična upala. Kronična upala crvuljka uzrokuje povremene ili konstantne bolove različitog intenziteta koji su locirani u donjem desnom kvadrantu trbuha a mogu biti praćeni probavnim smetnjama. Zbog dosta velikog broja pacijenata koji dolaze zbog navedenih tegoba za bolesnike kao i za kirurga je od velike važnosti klinički oporavak kao i ekonomski aspekt liječenja. Danas postoje dvije operativne tehnike odstranjenja crvuljka a to su klasična i laparoskopska apendektomija. U svijetu već od sredine 80-ih godina laparoskopska apendektomija ima svoje mjesto u kirurškoj praksi. 
Prednost laparoskopske tehnike je: 
- Bolja eksploracija abdominalne šupljine
- Kraći postoperativni tok
- Brža rekonvalescencija
- Kozmetska učinak
- Ekonomski aspekt

## Liječenja upale crvuljka
Postoje dvije metode liječenja upale crvuljka. To su laparoskopska te klasična apendektomija. Poznato je da je apendektomija jedan od najčešćih operativnih zahvata u abdominalnoj kirurgiji te da je broj pacijenata operiranih na kirurškim odjelima velik što za sobom povlači i povećane troškove liječenja. Za pacijente je od najvećeg značaja brz oporavak i što brži povratak normalnim aktivnostima. Ako je brži oporavak manji je broj bolesničkih dana te je i apsentizam skraćen a i sredstva utrošena za liječenje pacijenata su manja. 

### Klasična apendektomija
Za klasičnu apendektomiju koristi se standardni laparotomijski set za appendix bez potrebe za drugim dodatnim instrumentarijem. Pristup je ili naizmjeničnim McBurneyovim ili desnim pararektalnim rezom sa skrbi bataljak crvuljka obodnim šavom (šav duhan kese) ili Z šavom. Trbuh u principu se ne drenira a operativna rana se zatvara po uzusima klasične abdominalne kirurgije. 

### Laparoskopska apendektomija
Operativni tim sačinjavaju dva kirurga koji stoje na lijevoj strani pacijenta. Pacijent je u položaju Trendelenburga 20 posto te blago naget na lijevu stranu. Operativni zahvat se izvodi korištenjem tri troakara, dva od 10 mm i jedan od 5 mm, s intraabdominalnim tlakom od 10 mmHg. Jedan 10mm troakar postavi se umbilikalne, jedan 5 mm u desnu ilijačne jamu a drugi 10 mm paramedijalno lijevo iznad mons pubisa. Koristi se tehnika otvorene laparoskopije s Hassonovim troakarom ili tehnika s Verresovom iglom, 10 milimetarska kosa optika i bazični set za laparoskopske operacije. Reseciranje mezoapendixa radi se monopolarnom kukicom i / ili bipolarom, a može i harmoničnim skalpelom. Baza crvuljka se zbrine s Roederovom omčom. Pri zatvaranju otvora troakara ušiva se fascija na 10mm otvorima te se kod većine pacijenata plasira intradermalni šav.
U zadnje vrijeme postoji trend da se laparoskopska apendektomija radi kroz samo jedan otvor na pupku uz pomoć zakrivljenih instrumenata koji omogućavaju postizanje treće dimenzije.